# Saint-Remy-sous-Broyes
Saint-Remy-sous-Broyes è un comune francese di 99 abitanti situato nel dipartimento della Marna nella regione del Grand Est.

## Società

### Evoluzione demografica
Abitanti censiti